# ネオン
ネオン（英: neon [ˈniːɒn]、仏: néon）は、原子番号10の元素である。元素記号はNe。原子量は20.180。

## 名称
ギリシャ語の「新しい」を意味する「νέος（neos）」に由来する。

## 歴史

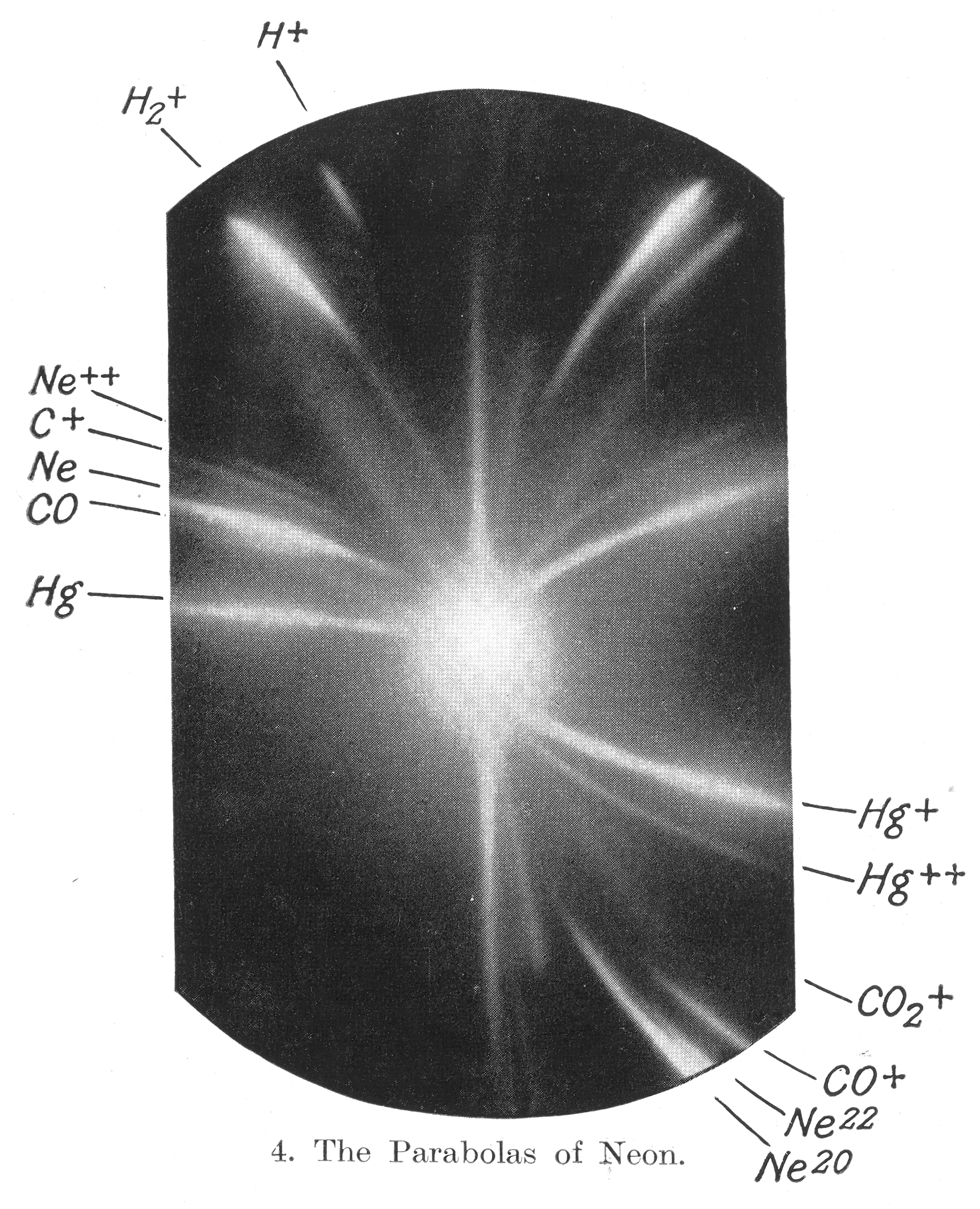
ジョゼフ・ジョン・トムソンの写真乾板。右下に2つのネオン同位体（ネオン20、ネオン22）の衝突痕が見られる

ネオンは1898年にロンドンで、イギリス人化学者ウィリアム・ラムゼー卿（1852–1916年）とモーリス・トラバース（1872–1961年）が発見した。この当時、すでにヘリウムとアルゴンの存在が知られていたこと、さらに周期律が知られていたことから、その存在が確実視されていたが、この発見によって周期表の空欄が1つ埋まった。発見に至った手法は液化空気の分留である。ラムゼーが、液体状になるまで冷却した大気を暖めて気化したガスをそれぞれ分留する実験を行っているとき、大気主成分（窒素・酸素・アルゴン）を取り除いたあとに残る物質からクリプトン・キセノン・ネオンをそれぞれ見つけた。
1910年12月、フランスの技術者ジョルジュ・クロードがネオンガスを封入した管に放電することで、新たな照明器具を発明した。パリの政府庁舎グラン・パレで公開後、1912年には彼は仲間たちとこの放電管をネオン管として販売し始め、理髪店で最初の広告として使用された。1915年に特許を取得し「クロードネオン社」を設立。1923年、彼らがネオン管をアメリカに紹介すると、早速ロサンゼルスのパッカード自動車販売代理店に2つの大きなネオンサインが備えられた。赤々と輝き人目を惹くネオンの広告は、他社との差別化を鮮明に映し出した。
1913年にジョゼフ・ジョン・トムソンが、陽極線の成分分析を行っていた際、磁界や電界を通る流れを導き出し、写真乾板上に写り込んだ軌跡から偏向を計測して、ネオン原子の基本的性質の解明が始まった。写真には2本の光軌跡が見つかり、これは異なる放物線を描くネオンの偏向があることを示していた。トムソンは、これが同じネオン元素で分子量が異なるものが2種類あるために起こった現象と結論づけた。これは最初の安定的な同位体発見であり、その手法は改良され現在の質量分析法へと発展した。

## 性質・用途
単原子分子として存在し、単体は常温常圧で無色無臭の気体。融点−248.7 °C、沸点−246.0 °C（ただし融点沸点とも異なる実験値あり）。密度は0.900 g/L（0 °C、1 atm）、液体時は 1.21 g/mL（−246 °C）。空気中に18.2×10−6含まれ、貴ガスとしてはアルゴンに次ぐ割合で存在する。
質量磁化率−4.20×10−9 m3/kg。水に溶解する体積比は0.012。
ネオンの三重点（約24.5561 K）はITS-90の定義定点になっている。
ネオンはガスとしてのみならず、物質全体でももっとも反応性に乏しい元素である。

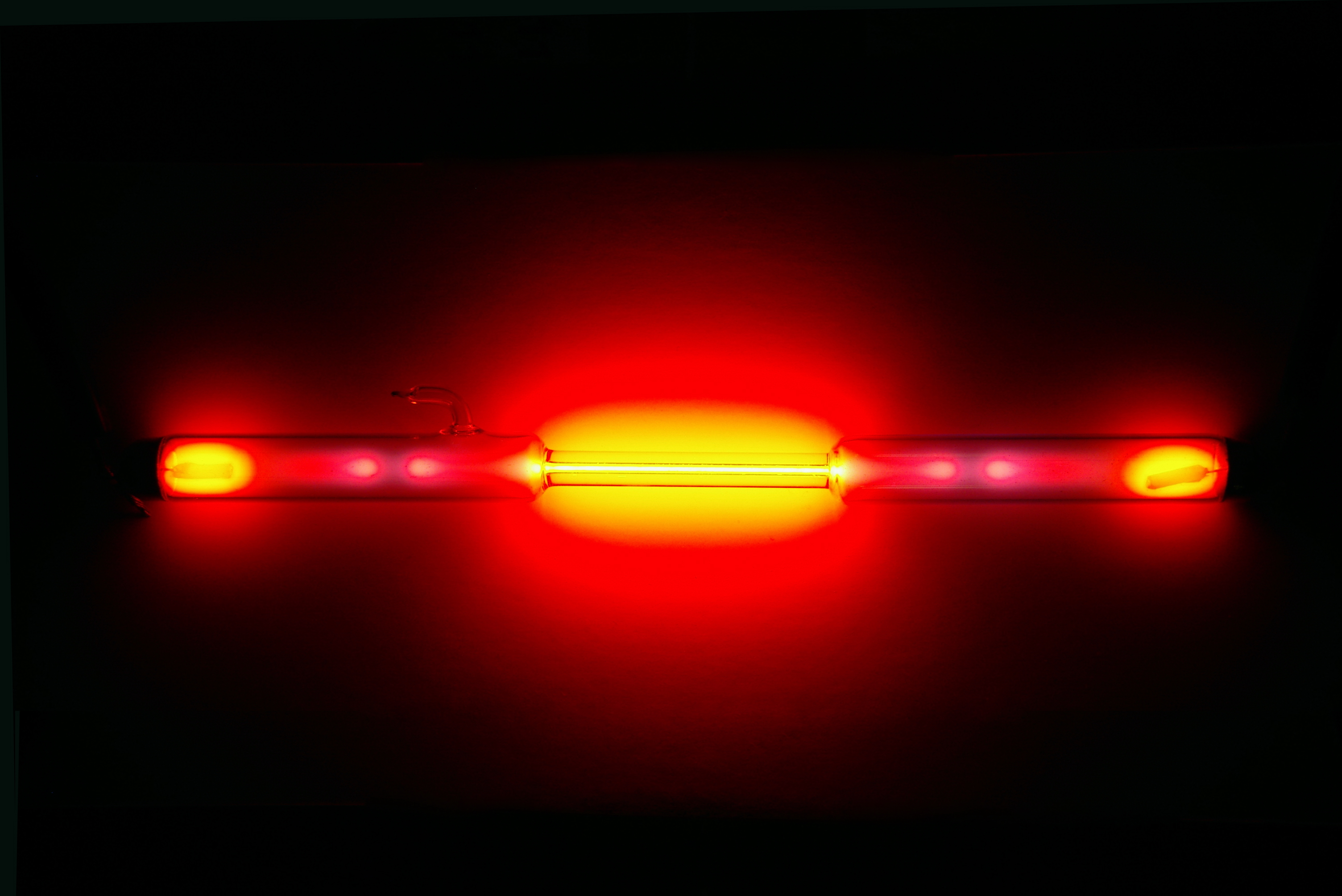
ネオン放電管

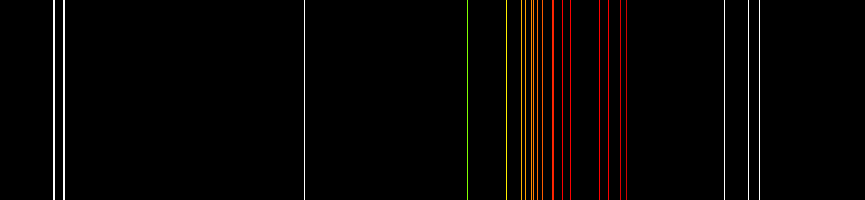
ネオンのスペクトル。なお、可視光領域は対応する色で、紫外線（左）と赤外線（右）領域は白い線で現している

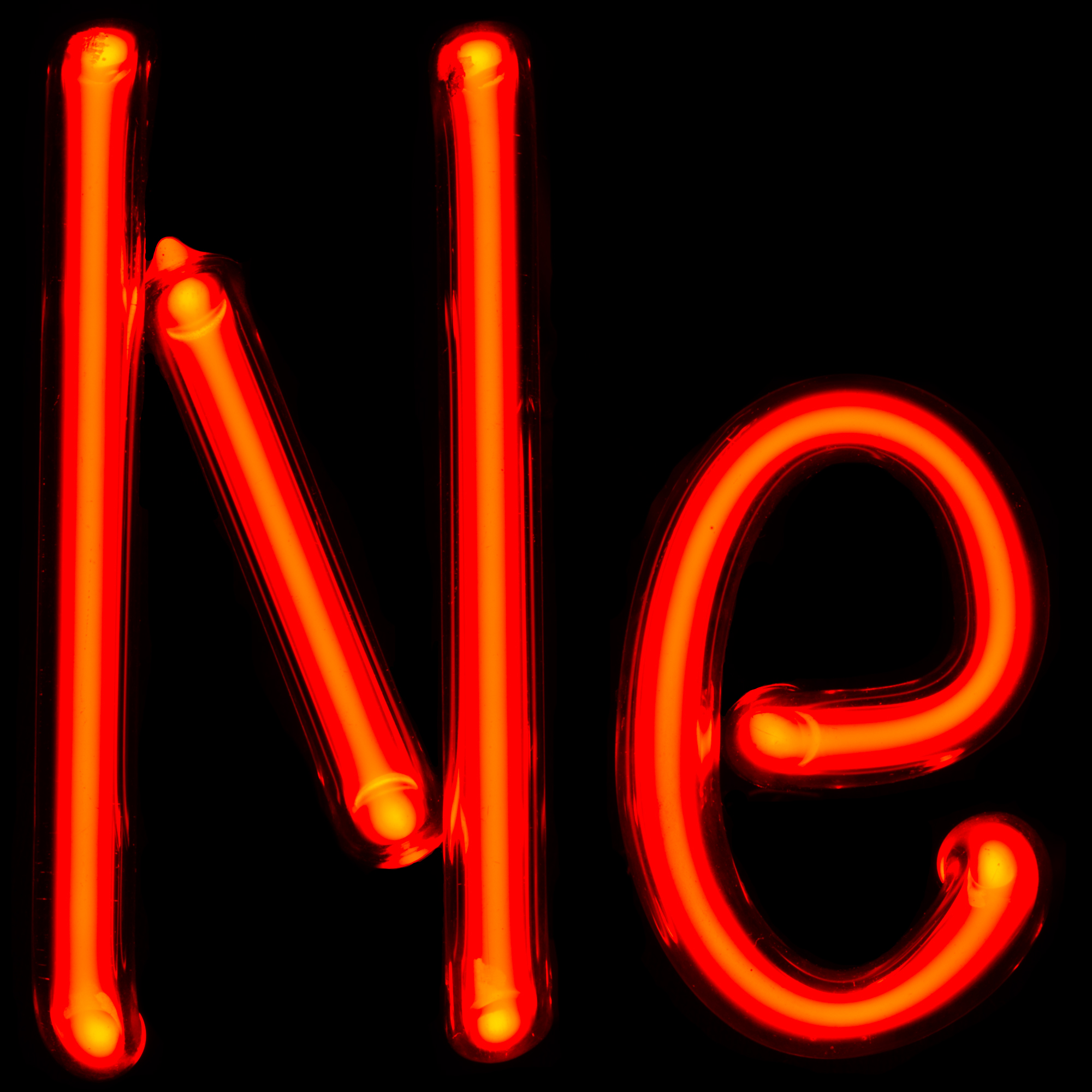
ネオンサイン

ネオンは貴ガスとしては2番目に軽く、ガイスラー管に詰め放電すると橙赤色で光るため、ネオン管の封入気体として利用される。実際は、アルゴンや水銀などの添加物を用いてさまざまな色を出す。標準的な電圧と電流下において、ネオンのプラズマは貴ガス中でもっとも激しい光を放つ。人間の目には一般に赤 - オレンジ色に見えるこの光は、実際には多くの波長からなっている。強い緑色の光線も含まれるが、これは分光しないと判断できない。ネオン管は高電圧がかかると、管内に封入されているネオンがイオン化するために、サージ電流を素早く流す性質があり、落雷の電気をアースに流し機器類を守る避雷塔にも使われる。
ネオンは窒素や酸素よりも原子番号が大きく、原子1つを比べた場合は、ネオンの方が重い。しかし、ネオンは地球の地表付近でも単原子分子として存在できるのに対し、同じ条件で窒素や酸素は二原子分子として存在する。気体は同一体積当たりの分子数がおおよそ等しいので、ネオンは地球の地表付近の空気の大部分を占める窒素分子や酸素分子よりも軽く、このため、ネオンの気球はヘリウムと比べればゆっくりであるが上昇する。
液体ネオンの気化熱は1.8 kJ/mol であり、極低温環境での冷媒として非常に効率が高く、経済的である。
同じ質量で気体・液体の体積比率差が大きいこともネオンの特徴である。通常の気体：液体比率が500–800倍なのに対し、ネオンは1400倍にもなる。そのため貯蔵性・輸送性に優れる。また、ネオンは窒素分子に近い密度があるため、酸素とネオンを混合して作った人工空気の中では、ほとんど音速が変化しない。よって、酸素とヘリウムの混合気のような声の変化は起こさない。この特徴を生かして大深度潜水のテクニカルダイビングや宇宙で使用されることもある。
工業的には、空気を液化・分留して作る手段が唯一事業性を持てる。半導体製造ではエキシマレーザーとフッ化クリプトンレーザーのバッファガスとして欠かせないが、工業用のネオンはロシアで生産され、ウクライナで精製されるネオンのシェアが高かった為、2014年のクリミア危機で価格が高騰したことから、利用量の削減や再利用の技術開発が行われた。2016年にはアメリカのリンデが増産を発表した。
このほかにも、ヘリウムとの混合ガスはレーザー光の波長を揃えることができる（ヘリウムネオンレーザー）。

## 同位体
20Ne、21Ne、22Neの3種類の安定同位体の存在が知られている。地球では、これらのうち20Neが約9割を占めていて、22Neが1割弱、21Neはごくわずかである。